# Apeadero de Paramos
El apeadero de Paramos es un apeadero en la Línea del Norte.
En la actualidad cuenta con servicios del tipo Regional operados por la transportista nacional CP
- Datos: Q8202402